# August Kopisch

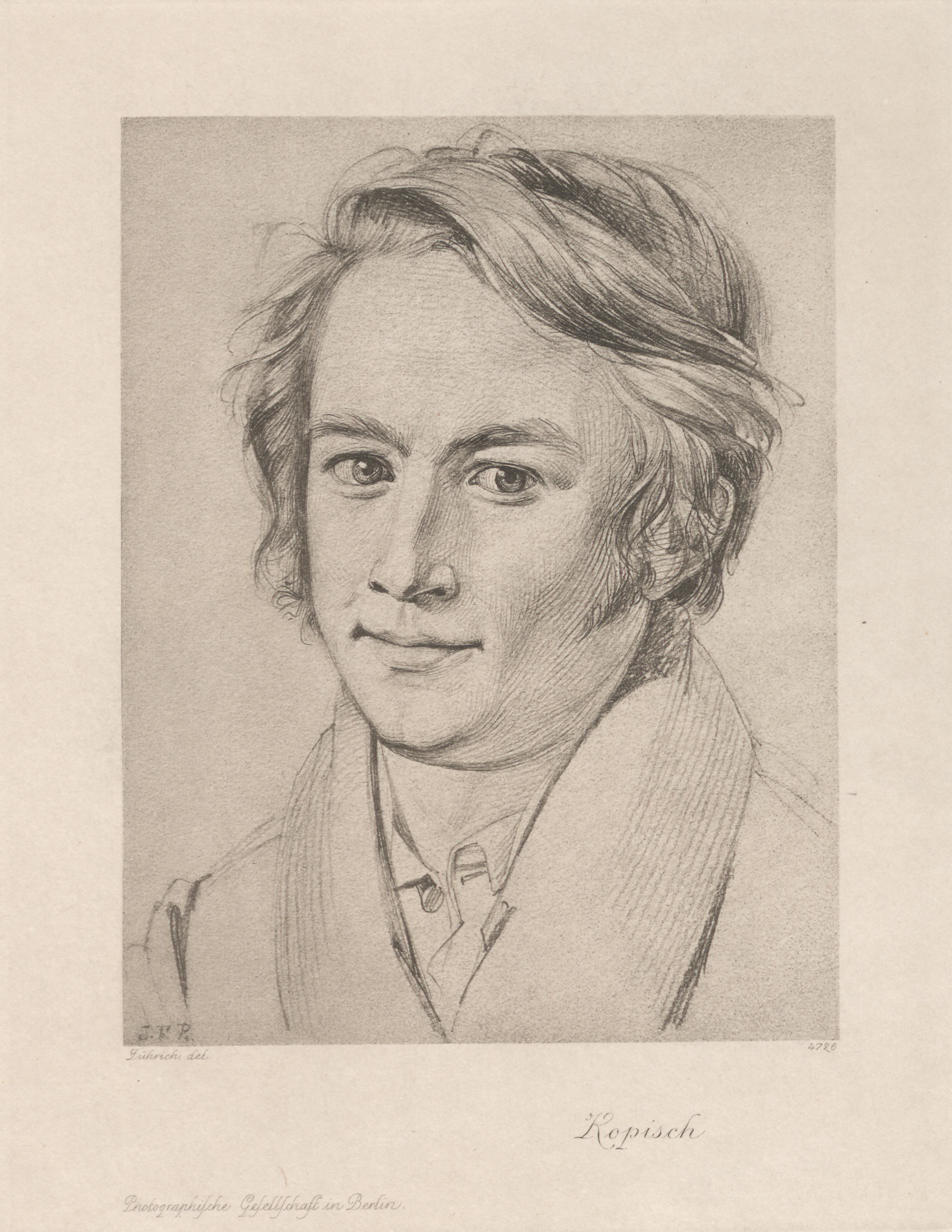
August Kopisch (um 1829)

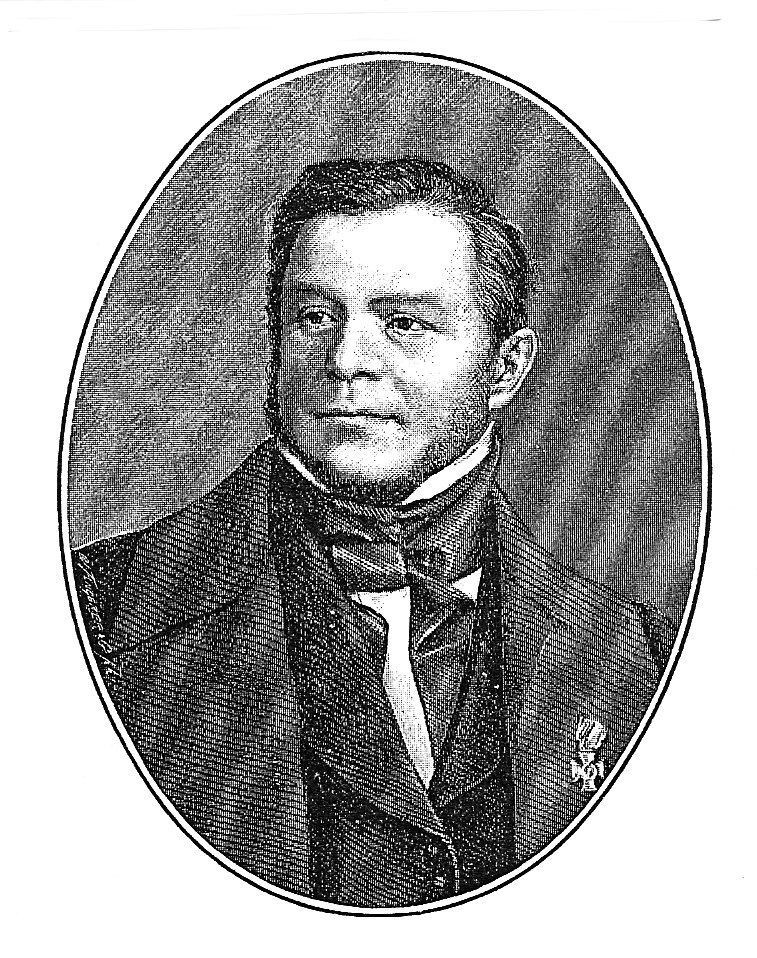
Kopisch

August Kopisch (* 26. Mai 1799 in Breslau; † 6. Februar 1853 in Berlin) war ein deutscher Erfinder, Landschafts- und Historienmaler und Schriftsteller bzw. Dichter.

## Leben
August Kopisch wurde als Sohn des wohlhabenden Breslauer Kaufmanns Christian Gottlieb Kopisch geboren. Er besuchte das Maria-Magdalenen-Gymnasium in Breslau bis zur Prima. Da er sich schon seit seiner Kindheit der Malerei verschrieb, verbrachte er die Jahre zwischen 1815 und 1818 auf den Kunstakademien in Dresden und Prag. Im Oktober 1817 ging er nach Wien, wurde dort Schüler an der Kunstakademie und studierte bis Mitte 1819 das Fach Historienmalerei. Er schwankte schon damals zwischen Malerei und Poesie und spielte auch Gitarre und Klavier. In Wien erfreute er sich der besonderen Förderung durch Professor Joseph Georg Meinert und den  Philologen Vuk Stefanović Karadžić.
Im Winter 1820/21 brach er sich bei einem Schlittschuh-Unfall die rechte Hand. Da die Hand steif blieb, gab er die Malerei schweren Herzens und gegen den Willen seiner Familie auf und widmete sich fortan fast nur noch der Literatur. Insgesamt sind von Kopisch nur 23 Gemälde nachgewiesen, von denen etwa die Hälfte heute noch existiert.
Zur Heilung seiner Hand (und weil er sich unglücklich in ein mit ihm verwandtes Mädchen verliebt hatte) brach Kopisch im Frühjahr 1824 zu einer längeren Italien-Reise auf. In Rom fand er schnell Anschluss bei den Deutschrömern. 1826 hielt sich Kopisch in Neapel auf. Dort lernte er August von Platen-Hallermünde kennen, der ihn auch literarisch beeinflusste. Durch seine Fertigkeit im Schwimmen entdeckte er nach eigenem Bekunden zusammen mit dem Heidelberger Maler Ernst Fries im Jahr 1826 die Blaue Grotte auf Capri.

Die Pontinischen Sümpfe bei Sonnenuntergang (1848). Öl auf Leinwand

In Neapel begann Kopisch erneut zu malen und wurde bald zu einem stadtbekannten Original, den die Einwohner nur Don Augusto Prussiano nannten. Filippo Cammarano machte ihn sogar zu einer Figur in einer seiner Volkskomödien. Für seine Landschaftsbilder wählte er übersteigerte Farben mit großer Strahlkraft (Bengalisch Blau, Sonnenuntergangsrot), die er z. T. neu entwickelte. Er bestieg während eines Ausbruchs 1828 den Vesuv, um das Farbenspiel der Lava malen zu können. Ein später Nachklang seiner Italienreise ist sein 1848 entstandenes Meisterwerk „Die Pontinischen Sümpfe bei Sonnenuntergang“.
1829 kehrte Kopisch nach Breslau zurück. Gemeinsam mit Carl Ferdinand Langhans errichtete er dort 1831 ein Pleorama des Golfes von Neapel. Ab 1833 lebte er in Berlin, wo er im königlichen Hofmarschallamt eine Anstellung fand, 1840 in den Königlichen Kunstbeirat bestellt wurde und 1844 von König Friedrich Wilhelm IV., den er 1828 in Italien als Kronprinzen kennengelernt hatte, den Professorentitel erhielt.

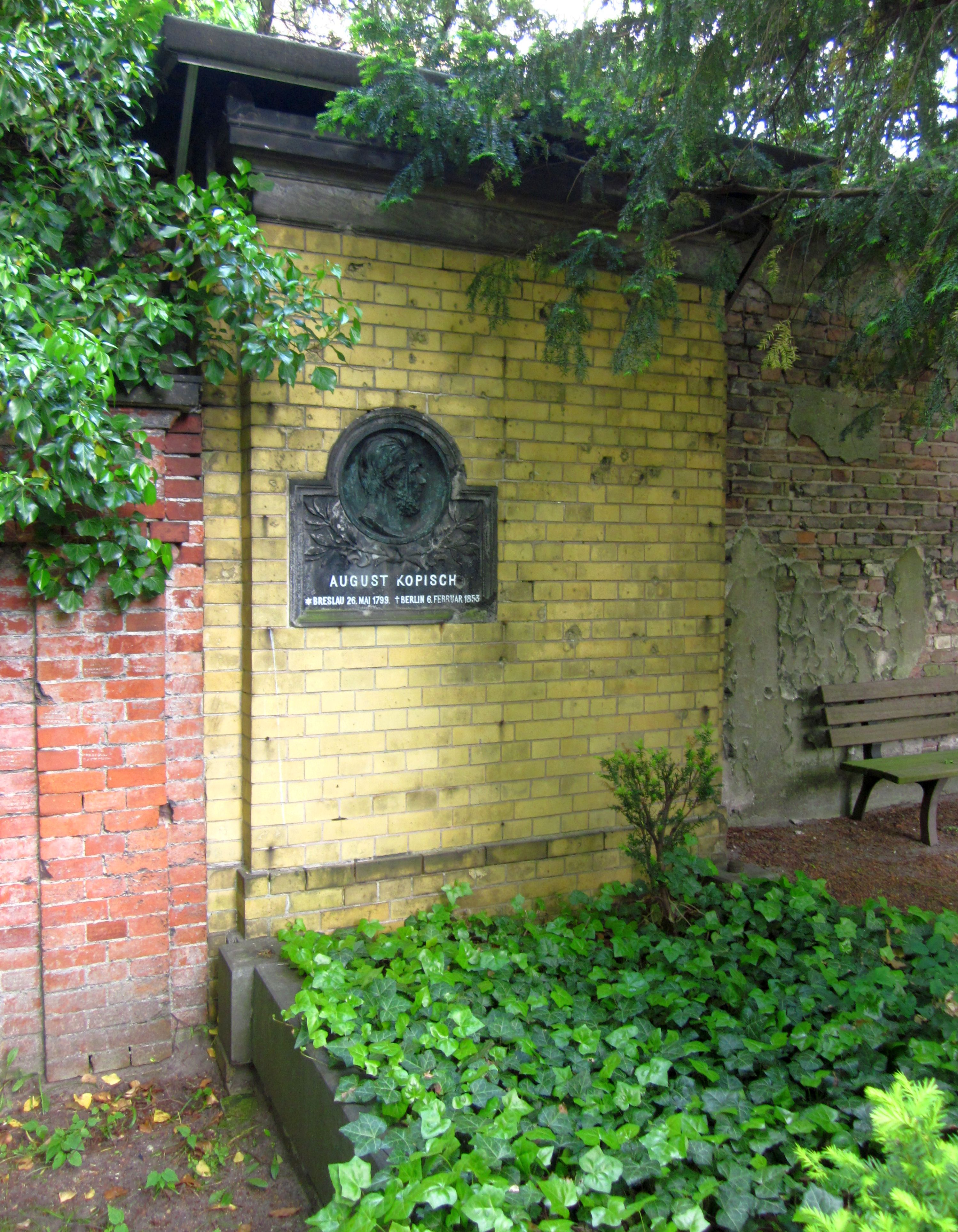
Grab von August Kopisch (2012)

Ab 1847 weilte Kopisch in Potsdam. In den Revolutionsjahren 1848/49 verhielt sich Kopisch äußerst loyal zum Königshaus. Am 12. Juli 1852 heiratete Kopisch in Berlin Marie von Sellin. Auf einer Reise nach Berlin erlitt August Kopisch einen Schlaganfall, dem er am 6. Februar 1853 erlag. Beigesetzt wurde er in einem Ehrengrab der Stadt Berlin im Feld OM G2 auf dem Dreifaltigkeitskirchhof II in Berlin-Kreuzberg.
Kopisch übersetzte auch Dantes Göttliche Komödie und italienische Volkslieder ins Deutsche.
Bekannt wurde sein Gedicht über die Kölner Heinzelmännchen.
1899 wurde der Heinzelmännchenbrunnen vom Kölner Verschönerungsverein aus Anlass des 100. Geburtstags von August Kopisch gestiftet, er befindet sich in der Straße „Am Hof“ in der Kölner Altstadt. Eine Originalfigur des Brunnens befindet sich im Zeughaus Köln. Der 1897 bis 1900 entstandene Brunnen ist eine Arbeit von Edmund und Heinrich Renard.
Kopisch erfand den sog. „Berliner Schnellofen“, einen tragbaren, spiritusbetriebenen Ofen zum Erwärmen kleiner Räume, vornehmlich auf Reisen, und ließ ihn patentieren.
In Berlin-Kreuzberg ist die Kopischstraße nach ihm benannt.
1948 wurde der Kopischweg in Hamburg-Niendorf nach ihm benannt.

## Ausstellung
- 2016: August Kopisch. Maler, Dichter, Entdecker, Erfinder. Alte Nationalgalerie, Berlin. Katalog.[2][5]

## Werke (Auswahl)
Gemälde
- Der Krater des Vesuvs mit der Eruption von 1828 (1828)[6]
- Der Ätna von den Ruinen des Theaters zu Taormina aus, bei Sonnenuntergang (1834)
- Ein Schiff auf dem Meere von Delphinen umschwärmt
- Die Pontinischen Sümpfe (1848)

Belletristik
- Gedichte. Duncker & Humblot, Berlin 1836 (babel.hathitrust.org).
  - darin u. a. Die Heinzelmännchen zu Köln (goethezeitportal.de).
- Agrumi. Volksthümliche Posieen aus allen Mundarten Italiens und seiner Inseln. Crantz, Berlin 1838 (books.google.de)
- Die göttliche Komödie des Dante Alighieri. Metrische Uebersetzung nebst beigedrucktem Originaltexte. Euslin’sche Buchhandlung, Berlin 1842 (books.google.lv).
- Allerlei Geister. Mährchenlieder, Sagen und Schwänke. Duncker, Berlin 1848 (books.google.lv).
- Die königlichen Schlösser und Gärten zu Potsdam. Von der Zeit ihrer Gründung bis zum Jahre 1852. Ernst & Korn, Berlin 1854 (books.google.lv).
- Carl Bötticher (Hrsg.): Gesammelte Werke. Weidmann, Berlin 1856 (5 Bände, Band 1 – Internet Archive, Band 2 – Internet Archive, Band 3 – Internet Archive, Band 4 – Internet Archive, Band 5 – Internet Archive).

Postume Einzelausgaben
- Ein Carnevalsfest auf Ischia. Novelle (Gesammelte Werke. Band 5, S. 1–54 (Textarchiv – Internet Archive). In: Paul Heyse, Hermann Kurz (Hrsg.): Deutscher Novellenschatz. Band 5. Oldenbourg, München [1871], 2. Auflage Globus, Berlin [1910], S. 1–62 (archive.org)).
  - In: Thomas Weitin (Hrsg.): Volldigitalisiertes Korpus. Der Deutsche Novellenschatz. Darmstadt/Konstanz, 2016 (Digitalisat und Volltext im Deutschen Textarchiv)
- Der Träumer. In: Deutscher Novellenschatz. Hrsg. von Paul Heyse und Hermann Kurz. Band 14 (Serie 3, Band 2). Oldenbourg, München [1871], S. 1–67 (archive.org).
  - In: Thomas Weitin (Hrsg.): Volldigitalisiertes Korpus. Der Deutsche Novellenschatz. Darmstadt / Konstanz 2016 (Digitalisat und Volltext im Deutschen Textarchiv)
- Entdeckung der Blauen Grotte auf der Insel Capri. (Gesammelte Werke. Band 5, S. 55–110 Textarchiv – Internet Archive). Herausgegeben und mit einem Nachwort versehen von Hans Schuhmacher, Scientia-Verlag, Zürich 1946.
  - Neuausgabe hrsg. von Dieter Richter, Wagenbach Verlag, Berlin 1997, ISBN 3-8031-1163-3.